# Ibadán
Ibadán es la segunda ciudad más grande de Nigeria, por detrás de Lagos, además de ser la capital del estado de Oyo.  Cuenta con 2 550 593 habitantes y fue fundada por el pueblo yoruba en 1830.
Ibadán, que posee un aeropuerto y que se encuentra en la línea de ferrocarril que une Lagos con Kano, es un punto de tránsito importante entre la costa y las zonas del norte. También es un núcleo comercial para productos agrícolas como cacao, algodón, madera, caucho y aceite de palma. En su producción industrial predominan la transformación de productos agrícolas y la elaboración de cigarrillos.
En la ciudad se encuentra la Universidad de Ibadán (1962) y varias bibliotecas e institutos de investigación.
Es la ciudad natal del futbolista Afolabi Okikiola, de la cantante y compositora Sade Adu y del actor Hugo Weaving.

## Historia
Ibadán, acuñado por la frase "Eba Odan", que literalmente significa 'entre el bosque y las llanuras', surgió en 1829, durante un período de confusión que caracterizó a Yorubalandia en ese momento. Fue en este período que desaparecieron muchas ciudades yoruba antiguas como la antigua Oyo (Oyo ile), Ijaye y Owu, y otras más nuevas como Abeokuta, la nueva Oyo (Oyo atiba) e Ibadán surgieron para reemplazarlas. Según los historiadores locales, Lagelu fundó la ciudad, y en un principio tenía la intención de ser un campo de guerra para guerreros procedentes de Oyo, Ife e Ijebu. Como un sitio forestal que contiene varios rangos de colinas, que varían en elevación de 160 a 275 metros, la ubicación del campamento ofreció oportunidades estratégicas de defensa. Además, su ubicación en la periferia del bosque (de donde la ciudad obtuvo su nombre) promovió su surgimiento como un centro de comercialización para comerciantes y bienes tanto de las áreas de bosques como de pastizales.

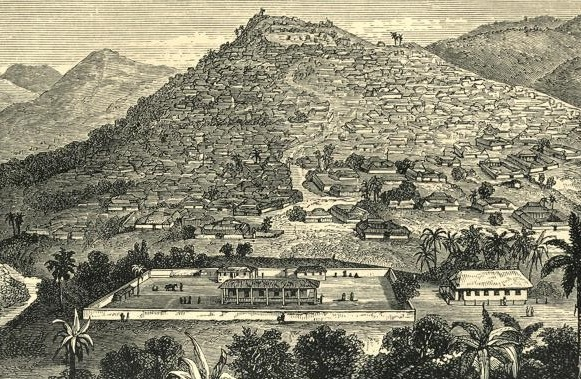
La iglesia y la misión en Ibadán.

En 1852, la Church Mission Society envió a David y Anna Hinderer a fundar una misión. Decidieron construir la misión y una iglesia en Ibadán cuando llegaron en 1853.
Así, Ibadán había comenzado inicialmente como un estado militar y permaneció así hasta la última década del siglo XIX. La ciudad-estado también logró construir un gran imperio desde la década de 1860 hasta la de 1890, que se extendió por gran parte del norte y el este de Yorubalandia. Fue apodado apropiadamente idi Ibon o "base de armas", debido a su carácter militar único.
Sin embargo, a diferencia de otras ciudades de yoruba con instituciones tradicionales del reinado, en Ibadán, la clase guerrera se convirtió en los gobernantes de la ciudad, así como en el grupo económico más importante.
Ibadán creció hasta convertirse en un impresionante y extenso centro urbano que, a finales de 1829, Ibadán dominó la región de Yoruba militar, política y económicamente. El santuario militar se expandió aún más cuando los refugiados comenzaron a llegar en grandes cantidades desde el norte de Oyo después de las incursiones de los guerreros fulani. Después de perder la parte norte de su región ante los merodeadores fulani, muchos indígenas de Oyo se retiraron más profundamente en los alrededores de Ibadán. El califato de Fulani intentó expandirse aún más en la región sur de la actual Nigeria, pero fue derrotado decisivamente por los ejércitos de Ibadán en 1840, que finalmente detuvieron su progreso. El período colonial reforzó la posición de la ciudad en la red urbana de yoruba. Después de un pequeño auge en el negocio del caucho (1901-1913), el cacao se convirtió en el principal producto de la región y atrajo a las empresas europeas y levantinas, así como a comerciantes del sur y norte de Lagos, Ijebu-Ode y Kano, entre otros. La ciudad se convirtió en un importante punto de comercio a granel. Su ubicación central y accesibilidad desde la ciudad capital de Lagos fueron consideraciones importantes en la elección de Ibadán como la sede de las Provincias Occidentales (1939) que abarcaba desde las áreas más al norte del estado de Oyo hasta Ekeremor, Bomadi y Patani, que eran regiones transferidas de la antigua provincia del Delta en la región del Viejo Oeste y más tarde en el Medio Oeste hasta el antiguo estado de Rivers y más tarde Bayelsa, en la redistribución de distritos de Nigeria llevada a cabo por la administración Yakubu Gowon poco antes de la guerra civil nigeriana.

### Colonia de Ibadán
En 1893, el área de Ibadán se convirtió en un protectorado británico después de un tratado firmado por Fijabi, el Baale de Ibadán con el gobernador británico en funciones de la colonia de Lagos, George C. Denton, el 15 de agosto. Para entonces, la población había aumentado a 120 000 habitantes. Los británicos desarrollaron la nueva colonia para facilitar sus actividades comerciales en el área, e Ibadán pronto se convirtió en el principal centro comercial que es hoy.

## Geografía
Ibadán se encuentra en el suroeste de Nigeria, en la parte sureste del estado Oyo, a unos 119 kilómetros (74 millas) al nordeste de Lagos y 120 kilómetros (75 millas) al este de la frontera internacional nigeriana con la República de Benín. Se encuentra completamente dentro de la zona del bosque tropical, pero cerca del límite entre el bosque y la sabana derivada. La ciudad tiene una elevación de 150 metros en el área del valle, a 275 metros sobre el nivel del mar en la cresta norte-sur que cruza la parte central de la ciudad. La ciudad cubre un área total de 3080 kilómetros cuadrados (1190 millas cuadradas), la más grande de Nigeria.
La ciudad de Ibadán está drenada naturalmente por cuatro ríos con muchos afluentes: el río Ona en el norte y el oeste; el río Ogbere hacia el Este; el río Ogunpa que fluye a través de la ciudad y el río Kudeti en la parte central de la metrópoli. El río Ogunpa, un arroyo de tercer orden con una longitud de canal de 12,76 km y un área de captación de 54,92 km². El lago Eleyele está ubicado en la parte noroeste de la ciudad, mientras que el Río Oshun y el lago Asejire limitan la ciudad hacia el este.

### Clima
Ibadán tiene un clima tropical de sabana (según la clasificación climática de Köppen Aw) con una estación húmeda prolongada y las temperaturas relativamente constantes durante todo el año. La estación húmeda de Ibadán se extiende de marzo a octubre, aunque agosto ve un poco de calma en las precipitaciones. Esta calma casi divide la estación húmeda en dos estaciones húmedas diferentes. De noviembre a febrero se forma la estación seca de la ciudad, durante la cual Ibadán experimenta el típico harmattan de África occidental. La precipitación total media para Ibadán es 1420,06 mm, cayendo en aproximadamente 109 días. Hay dos picos para la lluvia, junio y septiembre. La temperatura máxima media es de 26.46 °C, mínima 21.42 °C y la humedad relativa es 74,55 %.
| Parámetros climáticos promedio de Ibadan | Parámetros climáticos promedio de Ibadan | Parámetros climáticos promedio de Ibadan | Parámetros climáticos promedio de Ibadan | Parámetros climáticos promedio de Ibadan | Parámetros climáticos promedio de Ibadan | Parámetros climáticos promedio de Ibadan | Parámetros climáticos promedio de Ibadan | Parámetros climáticos promedio de Ibadan | Parámetros climáticos promedio de Ibadan | Parámetros climáticos promedio de Ibadan | Parámetros climáticos promedio de Ibadan | Parámetros climáticos promedio de Ibadan | Parámetros climáticos promedio de Ibadan |
| Mes                                      | Ene.                                     | Feb.                                     | Mar.                                     | Abr.                                     | May.                                     | Jun.                                     | Jul.                                     | Ago.                                     | Sep.                                     | Oct.                                     | Nov.                                     | Dic.                                     | Anual                                    |
| ---------------------------------------- | ---------------------------------------- | ---------------------------------------- | ---------------------------------------- | ---------------------------------------- | ---------------------------------------- | ---------------------------------------- | ---------------------------------------- | ---------------------------------------- | ---------------------------------------- | ---------------------------------------- | ---------------------------------------- | ---------------------------------------- | ---------------------------------------- |
| Temp. máx. abs. (°C)                     | 37                                       | 39                                       | 38                                       | 38                                       | 35                                       | 33                                       | 31                                       | 31                                       | 36                                       | 33                                       | 34                                       | 35                                       | 39                                       |
| Temp. máx. media (°C)                    | 33                                       | 34                                       | 34                                       | 33                                       | 32                                       | 29                                       | 28                                       | 27                                       | 29                                       | 30                                       | 32                                       | 33                                       | 31                                       |
| Temp. mín. media (°C)                    | 21                                       | 22                                       | 23                                       | 23                                       | 22                                       | 22                                       | 21                                       | 21                                       | 22                                       | 22                                       | 22                                       | 21                                       | 22                                       |
| Temp. mín. abs. (°C)                     | 10                                       | 12                                       | 18                                       | 18                                       | 18                                       | 18                                       | 16                                       | 16                                       | 17                                       | 18                                       | 14                                       | 14                                       | 10                                       |
| Lluvias (mm)                             | 8                                        | 23                                       | 76                                       | 125                                      | 145                                      | 163                                      | 132                                      | 74                                       | 170                                      | 152                                      | 43                                       | 10                                       | 1121                                     |
| Días de precipitaciones (≥ 1 mm)         | 1                                        | 2                                        | 5                                        | 9                                        | 11                                       | 12                                       | 12                                       | 10                                       | 15                                       | 12                                       | 4                                        | 1                                        | 94                                       |
| Horas de sol                             | 170                                      | 198                                      | 170                                      | 170                                      | 170                                      | 141                                      | 85                                       | 57                                       | 85                                       | 141                                      | 198                                      | 198                                      | 1783                                     |
| Humedad relativa (%)                     | 76                                       | 71                                       | 75                                       | 78                                       | 82                                       | 86                                       | 88                                       | 88                                       | 86                                       | 84                                       | 80                                       | 76                                       | 81                                       |
| Fuente: BBC Weather                      |                                          |                                          |                                          |                                          |                                          |                                          |                                          |                                          |                                          |                                          |                                          |                                          |                                          |